# Décès en septembre 1998
Décès
- 1994
- 1995
- 1996
- 1997
- 1998
- 1999
- 2000
- 2001
- 2002

Pour une information complémentaire, voir la page d'aide.

| Date          | Nom                        | Activités | Âge | Source |
| ------------- | -------------------------- | --- | --- | ------ |
| date inconnue | João Lourenço              | coureur cycliste portugais                                                                                    | 81  |        |
| 1er septembre | Yves Le Foll               | homme politique français                                                                                      | 86  |        |
| 2 septembre   | Jackie Blanchflower        | footballeur nord-irlandais                                                                                    | 65  |        |
| 2 septembre   | Charles A. Ferguson        | linguiste américain                                                                                           | 77  |        |
| 3 septembre   | Adrien Pinard              | psychologue et professeur québécois                                                                           | 82  |        |
| 5 septembre   | Yoshie Hotta               | écrivain japonais                                                                                             | 80  |        |
| 5 septembre   | Verner Panton              | designer danois                                                                                               | 72  |        |
| 5 septembre   | Leo Penn                   | acteur et réalisateur américain                                                                               | 76  |        |
| 5 septembre   | Jean-Pierre Prouteau       | homme politique français                                                                                      | 67  |        |
| 5 septembre   | Billy Soose                | boxeur américain                                                                                              | 82  |        |
| 6 septembre   | Mohamed Ayachi             | footballeur tunisien                                                                                          | 64  |        |
| 6 septembre   | Ernst-Hugo Järegård        | acteur suédois                                                                                                | 69  |        |
| 6 septembre   | Akira Kurosawa             | producteur, scénariste et monteur japonais                                                                    | 88  |        |
| 7 septembre   | Mario Bardi                | peintre réaliste italien                                                                                      | 76  |        |
| 7 septembre   | Alexandre Guhl             | peintre, affichiste, graphiste et écrivain suisse                                                             | 69  |        |
| 8 septembre   | Leonid Kinskey             | acteur américain d'origine russe                                                                              | 95  |        |
| 9 septembre   | Lucio Battisti             | chanteur italien                                                                                              | 55  |        |
| 9 septembre   | Eleanor Garatti            | nageuse américaine                                                                                            | 89  |        |
| 9 septembre   | Mariano Martín             | footballeur espagnol                                                                                          | 78  |        |
| 10 septembre  | André Fougeron             | peintre français                                                                                              | 84  |        |
| 10 septembre  | Bob Ingarao                | acteur français                                                                                               | 82  |        |
| 10 septembre  | Avrohom Karp               | rabbin orthodoxe non-consistorial français né en Pologne                                                      | 78  |        |
| 11 septembre  | Dane Clark                 | acteur américain                                                                                              | 86  |        |
| 11 septembre  | Carlos Guimard             | joueur d'échecs argentin                                                                                      | 85  |        |
| 12 septembre  | Pedro Miguel Ruíz-Carranza | herpétologiste colombien                                                                                      | 65  |        |
| 12 septembre  | Motoharu Yoshizawa         | bassiste japonais                                                                                             | 66  |        |
| 13 septembre  | Alois Grillmeier           | théologien et cardinal allemand                                                                               | 88  |        |
| 13 septembre  | Owen Horwood               | homme politique sud-africain                                                                                  | 81  |        |
| 13 septembre  | Antonio Núñez Jiménez      | révolutionnaire, anthropologue et géographe cubain                                                            | 75  |        |
| 13 septembre  | Mohamed Mancona Kouyaté    | compagnon de l'indépendance guinéenne                                                                         | 73  |        |
| 13 septembre  | Harry Lumley               | gardien de but de hockey sur glace canadien                                                                   | 71  |        |
| 13 septembre  | Jorgen Roos                | documentariste danois                                                                                         | 75  |        |
| 13 septembre  | George Wallace             | homme politique américain                                                                                     | 78  |        |
| 14 septembre  | Johnny Adams               | chanteur américain                                                                                            | 66  |        |
| 14 septembre  | Yang Shangkun              | président de la République populaire de Chine                                                                 | 91  |        |
| 15 septembre  | Frederick Alderman         | athlète américain spécialiste du sprint                                                                       | 93  |        |
| 15 septembre  | René Ferrier               | Footballeur international français devenu entraîneur.                                                         | 61  |        |
| 15 septembre  | Reynold Johnson            | inventeur américain et un pionnier de l'informatique                                                          | 91  |        |
| 16 septembre  | Jean-Louis Roncoroni       | scénariste et dialoguiste de télévision et de cinéma, et dramaturge français                                  | 71  |        |
| 16 septembre  | Bjørn Stenersen            | coureur cycliste norvégien                                                                                    | 28  |        |
| 16 septembre  | Alexandre Zgouridi         | réalisateur et un scénariste soviétique                                                                       | 93  |        |
| 18 septembre  | Joseph Randle Bailey       | herpétologiste américain                                                                                      | 85  |        |
| 18 septembre  | Vadim Rogovine             | historien et sociologue soviétique et russe                                                                   | 60  |        |
| 19 septembre  | Ran Laurie                 | rameur britannique                                                                                            | 83  |        |
| 20 septembre  | Audrey Brown               | poétesse canadienne                                                                                           | 92  |        |
| 20 septembre  | Rose Guérin                | femme politique française                                                                                     | 83  |        |
| 20 septembre  | Muriel Humphrey Brown      | femme politique démocrate américaine                                                                          | 86  |        |
| 20 septembre  | Alan Prescott              | joueur et entraîneur de rugby à XIII anglais                                                                  | 70  |        |
| 20 septembre  | Fernand Robidoux           | animateur de radio et chanteur québécois                                                                      | 77  |        |
| 20 septembre  | Khaled Tlatli              | journaliste, réalisateur, producteur de radio et de télévision tunisien                                       | 60  |        |
| 21 septembre  | Abdelghani Bousta          | homme politique marocain                                                                                      | 49  |        |
| 21 septembre  | Clara Calamai              | actrice italienne                                                                                             | 89  |        |
| 21 septembre  | Florence Griffith Joyner   | athlète américaine                                                                                            | 38  |        |
| 21 septembre  | Arto Tiainen               | fondeur finlandais                                                                                            | 67  |        |
| 22 septembre  | Semira Adamu               | demandeuse d'asile nigériane                                                                                  | 20  |        |
| 22 septembre  | Jean-Marie Bon             | acteur français                                                                                               | 75  |        |
| 23 septembre  | Héctor Vilches             | footballeur uruguayen                                                                                         | 71  |        |
| 24 septembre  | Ardalion Ignatyev          | athlète tchouvache qui représentait l'URSS                                                                    | 57  |        |
| 25 septembre  | Wim Schepers               | coureur cycliste néerlandais                                                                                  | 55  |        |
| 25 septembre  | Xavier Trellu              | homme politique français                                                                                      | 99  |        |
| 26 septembre  | Betty Carter               | chanteuse américaine de jazz                                                                                  | 69  |        |
| 26 septembre  | Charles Lederman           | avocat au barreau de Paris et homme politique français                                                        | 85  |        |
| 27 septembre  | Doak Walker                | joueur américain de football américain                                                                        | 70  |        |
| 28 septembre  | Marcel Pourbaix            | électrochimiste belge qui a mis au point à l'Université libre de Bruxelles les diagrammes qui portent son nom | 94  |        |
| 29 septembre  | Tom Bradley                | homme politique américain, maire de Los Angeles (Californie) de 1973 à 1993                                   | 80  |        |
| 29 septembre  | Mady Cissokho              | homme politique sénégalais                                                                                    | 68  |        |
| 29 septembre  | Pierre Thuillier           | philosophe français                                                                                           | 65  |        |
| 30 septembre  | Béatrice Appia             | peintre française d'origine suisse                                                                            | 98  |        |
| 30 septembre  | Jean-Marie Commenay        | avocat et homme politique français                                                                            | 74  |        |
| 30 septembre  | Marius Goring              | acteur britannique                                                                                            | 86  |        |
| 30 septembre  | Bruno Munari               | plasticien, peintre, sculpteur, dessinateur et designer italien                                               | 90  | (it)   |
| 30 septembre  | Stephen Pearlman           | acteur américain                                                                                              | 63  |        |
| 30 septembre  | Francis Pellerin           | sculpteur français                                                                                            | 83  |        |
| 30 septembre  | Robert Lewis Taylor        | écrivain américain                                                                                            | 85  |        |